# Jan van der Veen (författare)

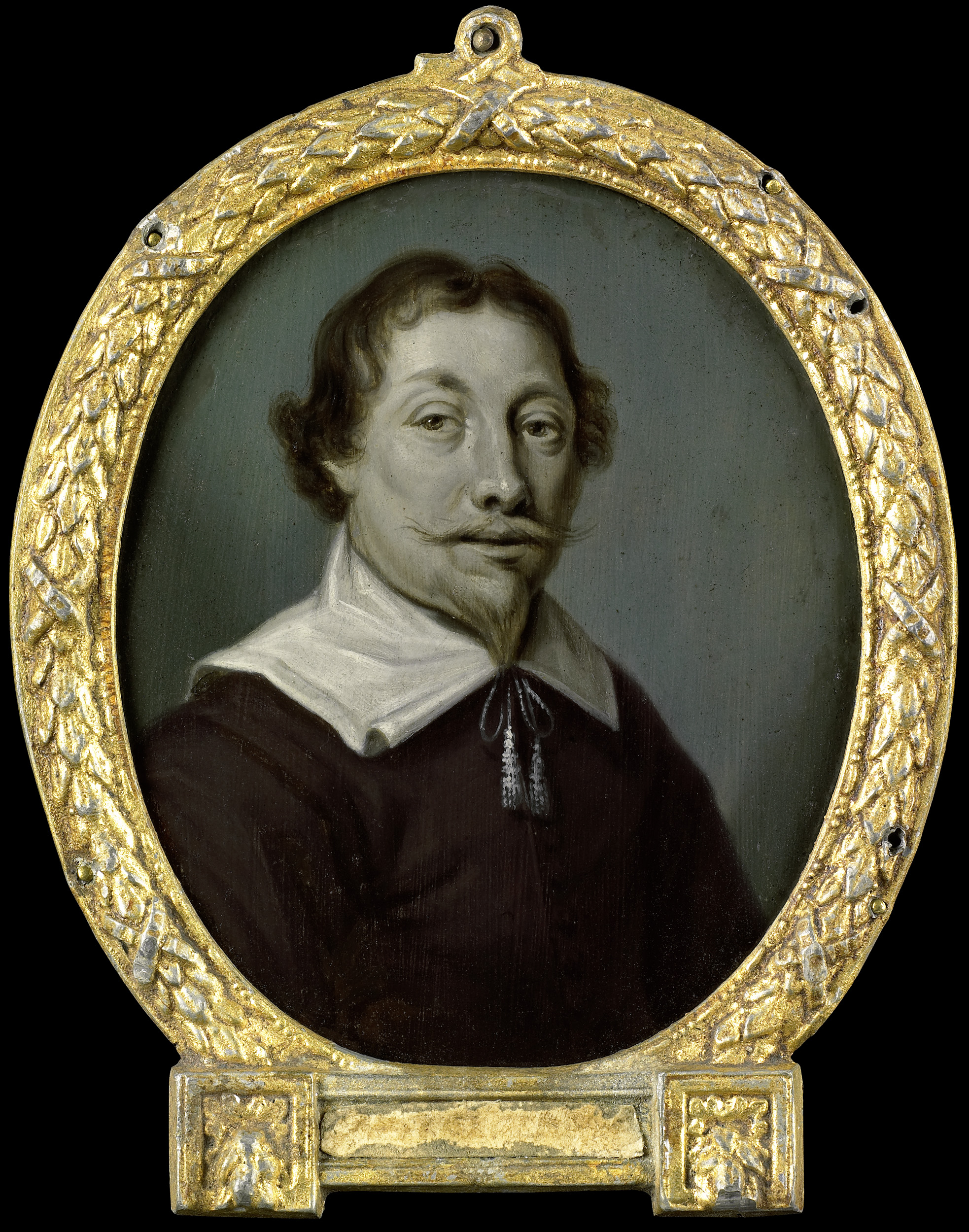
Jan van der Veen.

Jan van der Veen, född ca1600 i Haarlem, död den 2 september 1659 i Deventer, var en holländsk skald.
van der Veen, som till yrket var apotekare i Deventer, skrev bland annat Overzeesche Zege- en bruyloft-zangen (1627 ff.; 3:e upplagan 1641). Segersångerna är hållna i antikatolsk och antispansk anda, förhärligande arvståthållaren Fredrik Henriks segrar eller satiriskt gäckande de i Belgien kvarblivna flamländarna, medan bröllopssångerna är skrivna i tidens herdestil, trots genrens karaktär av gedigen halt. van der Veens Zinnebeelden oft Adamsappel ("emblemata"), synbarligen under intryck av Constantijn Huygens Zedeprinten, är tillägnade hans hemstad Deventer; de omnämns av den svenske skalden Samuel Columbus i hans på universitetsbiblioteket i Uppsala förvarade anteckningsbok från hans långa utländska resa (1674–1679), och den i 1600-talets Holland populära diktgenren torde ha utövat inflytande såväl på Columbus egen som andra samtida svenskars epigramdiktning.